# Campionato sudamericano per club 2022 (pallavolo femminile)
Il campionato sudamericano per club 2022 si è svolto dal 6 al 10 maggio 2022 a Uberlândia, in Brasile: al torneo hanno partecipato sei squadre di club sudamericane e la vittoria finale è andata per la quarta volta al Minas.

## Impianti
|                                                                                          |  |  |
|                                                                                          |  |  |
| Ginásio Municipal Tancredo Neves Città: Uberlândia Capienza: 8 000 Anno d'apertura: 2007 |  |  |

## Regolamento

### Formula
La formula ha previsto:
- Fase a gironi, disputata con girone all'italiana, per un totale di tre giornate: le prime due classificate di ogni girone hanno acceduto alla fase finale per il primo posto, mentre l'ultima classificata di ogni girone ha acceduto alla finale per il quinto posto.
- Fase finale, disputata con:
  - Finale per il quinto posto, giocata con gara unica.
  - Semifinali, finale per il terzo posto e finale, giocate con gara unica.

### Criteri di classifica
Se il risultato finale è stato di 3-0 o 3-1 sono stati assegnati 3 punti alla squadra vincente e 0 a quella sconfitta, se il risultato finale è stato di 3-2 sono stati assegnati 2 punti alla squadra vincente e 1 a quella sconfitta.
L'ordine del posizionamento in classifica è stato definito in base a:
- Punti;
- Numero di partite vinte;
- Ratio dei set vinti/persi;
- Ratio dei punti realizzati/subiti.

## Squadre partecipanti
| Squadra         | Qualificazione                                                |
| --------------- | ------------------------------------------------------------- |
| Club San Martín | Vincitrice Liga Superior Femenina del Voleibol Boliviano 2021 |
| Bauru           | Vincitrice Coppa del Brasile 2022                             |
| Minas           | Vincitrice Superliga Série A 2020-21                          |
| Praia Clube     | Squadra organizzatrice                                        |
| Boston College  | Vincitrice Liga Nacional de Voleibol 2021                     |
| Regatas Lima    | Vincitrice Liga Nacional Superior de Voleibol 2020-21         |

## Torneo

### Fase a gironi
| Girone A        | Girone B       |
| --------------- | -------------- |
| Club San Martín | Bauru          |
| Praia Clube     | Minas          |
| Regatas Lima    | Boston College |

#### Girone A

##### Risultati
| 6 maggio 2022 Ginásio Tancredo Neves, Uberlândia Durata: ? - Spettatori: ? | Praia Clube     | 3 - 0 | Club San Martín | 25-6, 25-7, 25-10          |
| 7 maggio 2022 Ginásio Tancredo Neves, Uberlândia Durata: ? - Spettatori: ? | Praia Clube     | 3 - 1 | Regatas Lima    | 25-12, 23-25, 25-13, 25-13 |
| 8 maggio 2022 Ginásio Tancredo Neves, Uberlândia Durata: ? - Spettatori: ? | Club San Martín | 0 - 3 | Regatas Lima    | 13-25, 13-25, 11-25        |

##### Classifica
| Pos. | Squadra         | Pt | G | V | P | SV | SP | Ratio | PF  | PS  | Ratio |
| ---- | --------------- | -- | - | - | - | -- | -- | ----- | --- | --- | ----- |
| 1.   | Praia Clube     | 6  | 2 | 2 | 0 | 6  | 2  | 6,000 | 173 | 86  | 2,011 |
| 2.   | Regatas Lima    | 3  | 2 | 1 | 1 | 4  | 3  | 1,333 | 138 | 135 | 1,022 |
| 3.   | Club San Martín | 0  | 2 | 0 | 2 | 0  | 6  | 0,000 | 60  | 150 | 0,400 |

      Qualificata alle semifinali per il primo posto.
      Qualificata alla finale per il quinto posto.

#### Girone B

##### Risultati
| 6 maggio 2022 Ginásio Tancredo Neves, Uberlândia Durata: ? - Spettatori: ? | Boston College | 0 - 3 | Minas          | 13-25, 12-25, 18-25 |
| 7 maggio 2022 Ginásio Tancredo Neves, Uberlândia Durata: ? - Spettatori: ? | Bauru          | 0 - 3 | Minas          | 20-25, 15-25, 19-25 |
| 8 maggio 2022 Ginásio Tancredo Neves, Uberlândia Durata: ? - Spettatori: ? | Bauru          | 3 - 0 | Boston College | 25-21, 25-9, 25-17  |

##### Classifica
| Pos. | Squadra        | Pt | G | V | P | SV | SP | Ratio | PF  | PS  | Ratio |
| ---- | -------------- | -- | - | - | - | -- | -- | ----- | --- | --- | ----- |
| 1.   | Minas          | 6  | 2 | 2 | 0 | 6  | 0  | MAX   | 150 | 97  | 1,546 |
| 2.   | Bauru          | 3  | 2 | 1 | 1 | 3  | 3  | 1,000 | 129 | 122 | 1,057 |
| 3.   | Boston College | 0  | 2 | 0 | 2 | 0  | 6  | 0,000 | 90  | 150 | 0,600 |

      Qualificata alle semifinali per il primo posto.
      Qualificata alla finale per il quinto posto.

### Fase finale

#### Finale 1º e 3º posto
|  | Semifinali | Semifinali   | Semifinali |                 |    | Finale      | Finale       | Finale |
|  |            |              |            |                 |    |             |              |        |
|  | 1A         | Praia Clube  | 3          |                 |    |             |              |        |
|  | 1A         | Praia Clube  | 3          |                 |    |             |              |        |
|  | 2B         | Bauru        | 0          |                 |    |             |              |        |
|  | 2B         | Bauru        | 0          |                 | 1A | Praia Clube | 2            |        |
|  |            |              |            |                 | 1A | Praia Clube | 2            |        |
|  |            |              |            |                 |    | 1B          | Minas        | 3      |
|  | 1B         | Minas        | 3          |                 |    | 1B          | Minas        | 3      |
|  | 1B         | Minas        | 3          |                 |    |             |              |        |
|  | 2A         | Regatas Lima | 0          |                 |    |             |              |        |
|  | 2A         | Regatas Lima | 0          | Finale 3° posto |    |             |              |        |
|  |            |              |            |                 |    |             |              |        |
|  |            |              |            |                 |    | 2A          | Regatas Lima | 0      |
|  |            |              |            |                 |    | 2A          | Regatas Lima | 0      |
|  |            |              |            |                 |    | 2B          | Bauru        | 3      |

##### Semifinali
| 9 maggio 2022 Ginásio Tancredo Neves, Uberlândia Durata: ? - Spettatori: ? | Praia Clube | 3 - 0 | Bauru        | 25-21, 27-25, 25-21 |
| 9 maggio 2022 Ginásio Tancredo Neves, Uberlândia Durata: ? - Spettatori: ? | Minas       | 3 - 0 | Regatas Lima | 25-10, 25-19, 25-20 |

#### Finale 5º posto
| 9 maggio 2022 Ginásio Tancredo Neves, Uberlândia Durata: ? - Spettatori: ? | Club San Martín | 0 - 3 | Boston College | 22-25, 14-25, 16-25 |

##### Finale 3º posto
| 10 maggio 2022 Ginásio Tancredo Neves, Uberlândia Durata: ? - Spettatori: ? | Regatas Lima | 0 - 3 | Bauru | 27-29, 18-25, 21-25 |

##### Finale
| 10 maggio 2022 Ginásio Tancredo Neves, Uberlândia Durata: ? - Spettatori: ? | Praia Clube | 2 - 3 | Minas | 22-25, 25-20, 25-16, 21-25, 13-15 |

## Classifica finale
| Pos | Squadre         | Qualificazione                    |
| --- | --------------- | --------------------------------- |
|     | Minas           | Campionato mondiale per club 2022 |
|     | Praia Clube     |                                   |
|     | Bauru           |                                   |
| 4   | Regatas Lima    |                                   |
| 5   | Boston College  |                                   |
| 6   | Club San Martín |                                   |

## Premi individuali
| Premio                 | Nome                  | Squadra     |
| ---------------------- | --------------------- | ----------- |
| MVP                    | Kisy do Nascimento    | Minas       |
| Miglior palleggiatrice | Mácris Carneiro       | Minas       |
| Miglior opposto        | Kisy do Nascimento    | Minas       |
| Miglior schiacciatrice | Priscila Daroit       | Minas       |
| Miglior schiacciatrice | Anne Buijs            | Praia Clube |
| Miglior centrale       | Ana Carolina da Silva | Praia Clube |
| Miglior centrale       | Adenízia da Silva     | Bauru       |
| Miglior libero         | Léia da Silva         | Minas       |